# Coenagria nana
Coenagria nana là một loài bướm đêm trong họ Noctuidae.